# Contea di Shiqian
La contea di Shiqian (石阡县S, Shíqiān XiànP) è una contea della Cina, situata nella provincia del Guizhou e amministrata dalla prefettura di Tongren.